# 動力沙
動力沙（英語：Kinetic Sand）是一種由沙和疏水性液體組成的類似玩具黏土的玩具。動力沙是魔術沙的一種，由98%天然沙子和2%聚二甲基矽氧烷（PDMS，一種矽油）組成，外觀類似細砂糖，其觸感類似濕砂，但不像濕砂會變乾。
動力沙最早是設計用來雕塑用途，但現在常當作小孩的玩具販售，是可以在室內玩的沙。動力沙可以放在模子裡成形，動力沙本身有黏性，會黏在其他動力沙上，但對大部份其他的物體及表面不會有黏性。
動力沙的英文Kinetic Sand是斯平玛斯特（Spin Master）公司的註冊品牌。其他的公司也有作類似的產品，但不會用Kinetic Sand這個名稱。